# Þorlákshöfn
Die Hafenstadt Þorlákshöfn [ˈθɔrlauxshœpn̥] liegt in der Gemeinde Ölfus in Südwestisland und hat 1949 Einwohner (Stand 1. Januar 2023). Der Ort ist 52 km von der Hauptstadt Reykjavík entfernt.

## Geografie
An der flachen, fast hafenlosen Südküste ist Þorlákshöfn der einzige größere Hafen neben dem 400 km östlich gelegenen Höfn. Von hier aus fuhr bis 2010 die Fähre Herjólfur nach Heimaey zu den Inseln der Vestmannaeyjar. Die Entfernung von Þorlákshöfn nach Heimaey, die etwa 10 km vor Island liegt, beträgt etwas über 70 km. Seit Juli 2010 gibt es den näher an den Inseln gelegenen Hafen Landeyjahöfn, der speziell für die Fähre zu den Inseln gebaut wurde. Bei bestimmten Witterungsverhältnissen wird aber immer noch der Hafen von Þorlákshöfn hierzu benutzt.
Direkt an der Mündung führt eine Brücke über die Ölfusá, den wasserreichsten Fluss Islands.
Nordwestlich des Ortes liegt die Búri-Höhle.
Die wichtigsten Erwerbszweige in Þorlákshöfn sind Schiffbau sowie Fischfang und -verarbeitung.

## Geschichte und Kultur
Mit dem Bau der modernen Kirche Þorlákskirkja wurde 1979 begonnen. Die Einweihung erfolgte 1985. In der Umgebung des Ortes gibt es mehrere historische Stätten, z. B. die 1909 erbaute Holzkirche des Weilers Kotströnd.

## Infrastruktur
Þorlákshöfn verfügt über ein Hotel, einen Camping- und Golfplatz, verschiedene Restaurants und ein Sportzentrum mit Schwimmbad. Außerdem befinden sich hier das Rathaus der Gemeinde Ölfus (Ráðhús Ölfuss), eine Grundschule, ein Kindergarten, eine Bibliothek, ein Gesundheitszentrum (Heilsugaelustöð), eine Apotheke, verschiedene Geschäfte, Tankstellen, eine Reparaturwerkstatt und ein Supermarkt.